# Rubén Ramos
Rubén Ramos Martínez (n. 31 ianuarie 1989, Leganés, Spania) este un fotbalist spaniol care evoluează în prezent la Petrolul Ploiești. De-a lungul carierei a mai evoluat la rezervele celor de la Atlético și Real Madrid.